# Bosanska krajina
Bosanska krajina je regija koja obuhvaća prostor zapadne Bosne i Hercegovine smještena oko tri veće rijeke: Una, Sana i Vrbas a proteže se od Jajca i Usore na istoku regije do Bihaća i Velike Kladuše na zapadu odnosno do rijeke Korane. Najveći grad regije je Banja Luka potom Prijedor, a zatim slijede Bihać, Cazin, Bosanska Gradiška, Sanski Most, Bosanska Krupa, Bosanska Dubica, Velika Kladuša, Bosanski Novi, Ključ, Kotor Varoš, Bužim, Bosanska Kostajnica, Varcar Vakuf, Laktaši, Ribnik, Bosanski Petrovac, Kozarac, Kulen Vakuf, Ljubija, Bosanska Otoka i Sanica. Krajnji sjeverozapadni dio Bosanske krajine se naziva i Cazinska Krajina po gradu Cazinu. Istočna granica Bosanske Krajine je gora Borje i početak derventske općine, a južna prirodna granica kanjon rijeke Ugar.

## Zemljopis
Bosanska krajina nema administrativno utvrđene granice, niti ima političko predstavništvo u trenutnoj upravnoj strukturi države Bosne i Hercegovine ali ima značajan kulturno-povijesni identitet svih naroda koji tamo obitavaju a koji je formiran kroz mnoge povijesne i gospodarske događaje.

## Povijest
Izraz Bosanska krajina prvi put se spominje 1594. godine. Teritorij omeđen rijekama Koranom, Savom i Vrbasom u Srednjem je vijeku, prije turske okupacije, bio dijelom Hrvatskog Kraljevstva. Stoga se još dugo nakon pada pod Osmanlije, ovo područje nazivalo "Turska Hrvatska", što se, između ostalog, vidi na brojnim europskim kartama od 16. do 19. stoljeća. Ime Krajina ovom predjelu su dale Osmanlije, iako sama riječ nije turska nego slavenska. Austrijski, talijanski, njemački i nizozemski kartografi su vremenom počeli koristiti naziv "Bosanska krajina" u kartama od 1860. godine. Sjeverni dio regije se u vrijeme Hrvatske vlasti, prije širenja Osmanlija, nazivao i Međurečje a jugoistočni u sastavu Kraljevine Bosne - Dolnji kraji Bosne. Oblast Sanskog Mosta bila je imenovana kao Mrinska župa, Prijedora i Kozarca - Sanska župa.